# Transfluenz

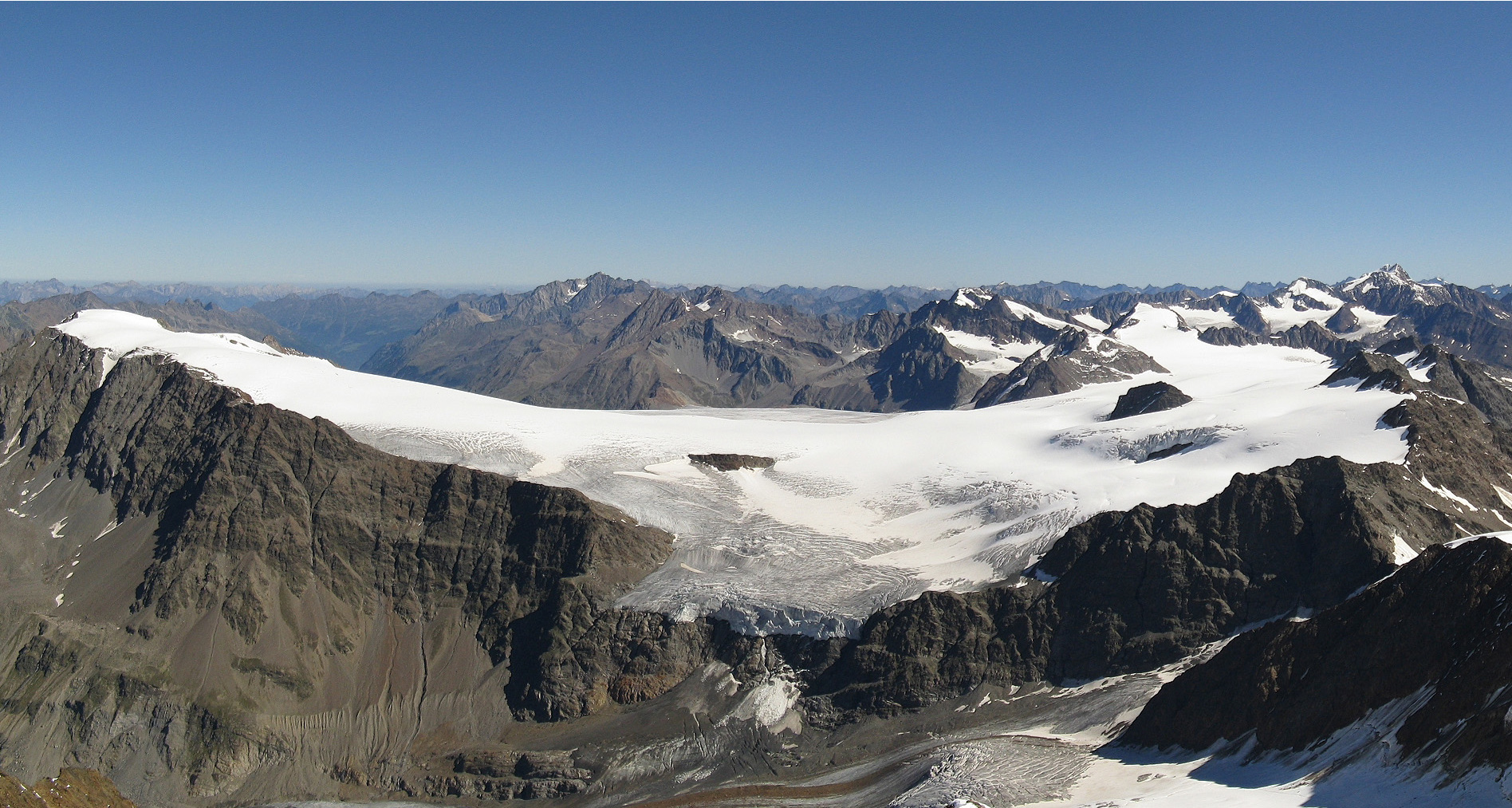
Gepatschferner von Süden, in Bildmitte die Transfluenz zum Langtauferer Ferner (vorn), der Hauptstrom des Gepatschferners fließt Richtung Norden

Transfluenz (von lat. trans, ‚(hin)durch‘, ‚(hin)über‘, + fluere, ‚fließen‘) ist ein Terminus aus der Glaziologie und bezeichnet das Überfließen von Gletschereis über eine vormalige Gletscherscheide hinweg, womit Eis in das Nährgebiet eines anderen Gletschers gelangen kann.
Manchmal wird zwischen Transfluenz und Diffluenz unterschieden. Dann bezeichnet Diffluenz das Überfließen eines Gletschers über einen seitlichen Talhang in ein Nachbartal, wohingegen Transfluenz verwendet wird, wenn das Eis bereits im Talursprung über eine Hauptwasserscheide übertritt. Häufig werden aber diese beiden Begriffe synonym verwendet.

## Geomorphologie
Die geomorphographische Bezeichnung für Passübergänge, bei denen eine Transfluenz oder Diffluenz vorliegt oder vorlag, ist Transfluenzpass. Viele höhere Gebirgspässe in den Alpen waren während der letzten Kaltzeit Transfluenzpässe. Ein Beispiel hierfür ist der Simplonpass, bei dem während des Letzteiszeitlichen Maximums das vom Rhone-Eisdom – dem Pendant des heutigen Rhonegletschers – kommende Eis aus dem Rhonetal bei Brig „ausbrach“ und über den Simplonpass nach Süden ins norditalienische Alpenvorland floss. Solche großräumigen eiszeitlichen Tranfluenzen sind unter anderem durch erratische Blöcke rekonstruierbar. Wie bei einer Diffluenz kann sich am Felsuntergrund des Hauptstroms unterhalb einer Transfluenz aufgrund des verringerten Eisdrucks und der geringeren Fließgeschwindigkeit die glaziale Erosion verringern. Dies kann nach Rückzug der Gletscher der Grund für eine Verflachung des Haupttals an dieser Stelle sein, man hält sogar die Bildung einer Diffluenzstufe für möglich, einer dem allgemeinen Gefälle des Tales entgegengesetzten Geländestufe.

## Rezente Transfluenzen
Bei den Eisschilden in Grönland und Antarktika gibt es auch zu heutiger Zeit Transfluenzen größeren Ausmaßes. Beispielsweise fließt Eis des Ostantarktischen Eisschilds in 4000 Meter Höhe über eisbedeckte Scharten des Transantarktischen Gebirges nach Westen und gelangt so zum Ross-Eisschelf.
Bis vor wenigen Jahren gab es in den Ötztaler Alpen beim Gepatschferner eine Transfluenz, dabei floss Eis über Teile der Langtauferer Eiswände über einen mächtigen Eisbruch dem Langtauferer Ferner im Süden zu. Die direkte Verbindung ist Anfang des 21. Jahrhunderts abgerissen, es gibt noch Massenübertritt durch Eisstürze. Somit überwindet das Eis an dieser Stelle die Donau-Etsch-Wasserscheide.
Allerdings ist zu beachten, dass es sich bei manchen wie Transfluenzen aussehenden Gletscherverbindungen in Wahrheit um Firnsättel handelt, da kein Eisübertritt stattfindet.